# Kaszowo
Kaszowo (niem. Kassawe, 1939–1945 Thomasort) – wieś w Polsce położona w województwie dolnośląskim, w powiecie milickim, w gminie Milicz.
| SIMC    | Nazwa                | Rodzaj     |
| ------- | -------------------- | ---------- |
| 0877803 | Kaszowo pod Miliczem | część wsi  |
| 0877810 | Koruszka             | przysiółek |

W latach 1975–1998 miejscowość administracyjnie należała do województwa wrocławskiego.